# Градишће (Зеница)
Градишће је насељено мјесто у Босни и Херцеговини у општини Зеница које административно припада Федерацији Босне и Херцеговине. Према попису становништва из 1991. у насељу је живјело 2.814 становника.

## Географија
Насеље Градишће налази се 7 км сјеверно од Зенице на релацији Зеница—Брист—Тетово—Градишће. Јужно од Градишћа је рудник. Једна мала капелица налази се у гробљу у Градишћу, у Граји.

## Историја
Насељено је било још у праисторији. Важнији археолошки локалитети су Мртвачка глава и Неграја. Архелошки је још недовољно истражено. Име је у вези с овдје бројним топонимима Град, Градац, Градина, Граја па и Неграј(д). Сумарни попис санџака Босне из 1468/69. помиње ово село у којем је било 77 домова. Вјероватно је пописано и веће подручје, укључујући и ондашње засеоке на Змајевцу и падинама Лисца.